# Les mois d'avril sont meurtriers
Pour plus de détails, voir Fiche technique et Distribution.
Les mois d'avril sont meurtriers est un film français réalisé par Laurent Heynemann et sorti en 1987.

## Synopsis
Après trente ans de bons et loyaux services, Fred, un policier hanté par la mort de sa fille, préfère se réserver les affaires de crimes sordides. Justement, celle que l'on vient lui confier est particulièrement sinistre : on a retrouvé le corps d'un indicateur dépecé et bouilli. Fred a sa petite idée sur l'identité du responsable...

## Fiche technique
- Titre : Les mois d'avril sont meurtriers
- Réalisation : Laurent Heynemann
- Scénario : Philippe Boucher, Laurent Heynemann et Bertrand Tavernier
- D'après le roman de Robin Cook
- Producteur : Alain Sarde
- Productrice déléguée : Christine Gozlan
- 1ère assistante réalisation : Frédérique Noiret
- 2nd assistants réalisation et stagiaires : Olivier Parnière, Bruno Chiche, Hervé Duhamel
- Directeur de la photographie : Jean-Francis Gondre
- Musique : Philippe Sarde
- Costumes : Olga Berluti et Adriano Cifonelli
- Montage : Armand Psenny
- Chef décoration : Valérie Grall
- Son : Guillaume Sciama
- Durée : 88 min.
- Genre : policier
- Année : 1986
- Pays de production :  France
- Sociétés de production : Sara Films, Little Bear, Canal Plus Productions
- Dates de sortie :
  - France : 15 avril 1987

## Distribution
- Jean-Pierre Marielle : Fred
- Jean-Pierre Bisson : Gravier
- François Berléand : Baumann
- Brigitte Roüan : Clara Haiek, la femme de Gravier
- Maïté Nahyr : Mlle Jeanne
- Luc Béraud : le flic à l'entrepôt
- Philippe Fretun : le flic cinéphile
- Bernard Marcellin : le flic au blouson
- Guylène Péan : Christine
- Dominique Bernard : Dutoit, l'indic
- Christian Bouillette : le patron du « Petit Poucet »
- Jean Cherlian : le flic au barrage
- Yan Epstein : Francis Amar
- Pierre Fabre : locataire Gravier
- Victor Garrivier : l'archiviste
- Mado Maurin : la concierge de Clara
- Jean-Gabriel Nordmann : de Morland
- Jacques Poitrenaud : le patron du bistrot
- Noël Simsolo : Skrecht, le violeur
- Nils Tavernier : le flic malade
- Maurice Vallier : le médecin légiste